# Luan Vinícius da Silva Santos
Luan Vinícius da Silva Santos, mais conhecido como Luan (São Paulo, 14 de maio de 1999), é um futebolista brasileiro que atua como volante. Atualmente joga pelo São Paulo.

## Carreira

### São Paulo
Nascido em São Paulo, Luan ingressou na academia de juniores do São Paulo em 2010. Em 20 de julho de 2018, foi convocado para o time principal pelo técnico Diego Aguirre como substituto do lesionado Jucilei. Em 21 de julho, ele fez sua estreia na equipe, entrando como substituto de Edimar na vitória em casa por 3–1 sobre o Corinthians, pelo Campeonato Brasileiro de 2018. Seu primeiro gol como profissional aconteceu em 20 de abril de 2021, em uma vitória fora de casa por 3–0 sobre o Sporting Cristal, pela Copa Libertadores da América de 2021.
Em 29 de julho de 2018, Luan começou como titular pela primeira vez em uma vitória por 2–0 contra o Cruzeiro, pelo Campeonato Brasileiro de 2018. Em 23 de outubro, ele estendeu seu contrato até 2022. Renovou mais uma vez em 23 de março de 2021, dessa vez, com o contrato indo até 2023.
No dia 23 de maio de 2021, Luan marcou um dos, senão o mais importante gol de sua carreira, com um chute de fora da área, abriu o placar da partida que daria o título do Campeonato Paulista de 2021 para o São Paulo, contra o Palmeiras, jogo que se finalizou em 2–0 para o Tricolor na partida de volta da final. Esse título tirou o São Paulo de um jejum de 16 anos sem vencer um campeonato estadual e 9 anos sem vencer um título oficial.
Em 2023, ele fez parte da equipe campeã da primeira Copa do Brasil do São Paulo, que bateu o Flamengo por 2–1 na final.. Encerrou a temporada com 28 jogos, sendo oito vezes titular na Série A, uma na Copa Sul-Americana e três vezes no Campeonato Paulista, com dois gols e uma assistência. Seu último jogo foi contra o Coritiba, no Morumbi, na vitória por 2 a 1, no Brasileirão.

### Vitória
Em 7 de março de 2024, o Vitória oficializou a contratação de Luan por empréstimo junto ao São Paulo até o fim da temporada. Luan fez sua estreia pelo Vitória no triunfo sobre o Fortaleza por por 1 a 0, em 23 de março de 2024, no Castelão, pela 7ª rodada da Copa do Nordeste. Ele entrou aos 40 minutos do 2º tempo.
Luan encerrou sua trajetória pelo Vitória ao fim da temporada 2024, ele disputou 27 partidas pelo Rubro-Negro. Foram dois jogos na Copa do Nordeste, e os outros todos durante o Campeonato Brasileiro. Ele esteve sempre presente na rotação do técnico Thiago Carpini e foi titular 22 vezes no Brasileirão.

## Seleção Brasileira
Luan foi convocado para a Seleção Brasileira Sub-20, para um amistoso contra o Chile, sendo o capitão do time. Em 13 de dezembro de 2018, ele foi incluído na equipe sub-20 para o Campeonato Sul-Americano Sub-20 de 2019.

## Estatísticas
Atualizado até 25 de setembro de 2023.

### Clubes
| Equipe            | Temporada         | Campeonato nacional | Campeonato nacional | Campeonato nacional | Copa nacional[a] | Copa nacional[a] | Copa nacional[a] | Competições continentais[b] | Competições continentais[b] | Competições continentais[b] | Outros torneios[c] | Outros torneios[c] | Outros torneios[c] | Total | Total | Total   |
| Equipe            | Temporada         | Jogos               | Gols                | Assist.             | Jogos            | Gols             | Assist.          | Jogos                       | Gols                        | Assist.                     | Jogos              | Gols               | Assist.            | Jogos | Gols  | Assist. |
| ----------------- | ----------------- | ------------------- | ------------------- | ------------------- | ---------------- | ---------------- | ---------------- | --------------------------- | --------------------------- | --------------------------- | ------------------ | ------------------ | ------------------ | ----- | ----- | ------- |
| São Paulo         | 2018              | 7                   | 0                   | 1                   | —                | —                | —                | —                           | —                           | —                           | —                  | —                  | —                  | 7     | 0     | 1       |
| São Paulo         | 2019              | 23                  | 0                   | 0                   | 1                | 0                | 0                | 0                           | 0                           | 0                           | 11                 | 0                  | 0                  | 35    | 0     | 0       |
| São Paulo         | 2020              | 30                  | 0                   | 1                   | 6                | 0                | 0                | 3                           | 0                           | 0                           | 3                  | 0                  | 0                  | 42    | 0     | 1       |
| São Paulo         | 2021              | 17                  | 0                   | 0                   | 2                | 0                | 0                | 7                           | 2                           | 1                           | 14                 | 1                  | 0                  | 40    | 3     | 1       |
| São Paulo         | 2022              | 6                   | 1                   | 0                   | 2                | 0                | 0                | 5                           | 0                           | 0                           | 0                  | 0                  | 0                  | 13    | 1     | 0       |
| São Paulo         | 2023              | 10                  | 0                   | 0                   | 2                | 0                | 0                | 5                           | 0                           | 0                           | 10                 | 2                  | 1                  | 27    | 2     | 1       |
| São Paulo         | Total             | 93                  | 1                   | 2                   | 13               | 0                | 0                | 20                          | 2                           | 1                           | 38                 | 3                  | 1                  | 164   | 6     | 4       |
| Total na carreira | Total na carreira | 93                  | 1                   | 2                   | 13               | 0                | 0                | 20                          | 2                           | 1                           | 38                 | 3                  | 1                  | 164   | 6     | 4       |

- a. ^ Jogos da Copa do Brasil
- b. ^ Jogos da Copa Libertadores da América e da Copa Sul-Americana
- c. ^ Jogos do Campeonato Paulista

## Títulos
São Paulo
- Campeonato Paulista: 2021
- Copa do Brasil: 2023[25]
- Supercopa Rei: 2024[26]

### Prêmios individuais
- Melhor volante do Campeonato Paulista: 2021[27]